# Pteronemobius tarrios
Pteronemobius tarrios is een rechtvleugelig insect uit de familie krekels (Gryllidae). De wetenschappelijke naam van deze soort is voor het eerst geldig gepubliceerd in 1983 door Daniel Otte en Richard D. Alexander.
Deze soort komt voor in Australië in de kuststreek van het Noordelijk Territorium, Queensland en New South Wales.